# Vitas Matuzas
Vitas Matuzas (* 10. Juli 1959 in Beinorava, Rajon Radviliškis, Litauische SSR) ist ein litauischer Politiker, Bürgermeister von Panevėžys.

## Leben
Nach dem Abitur 1977 an der Mittelschule Smilgiai absolvierte Vitas Matuzas 1982 ein Studium am Kauno politechnikos institutas und wurde Radioingenieur–Radioelektroniker. Von 1982 bis 1989 arbeitete er bei  „Ekranas“ in Panevėžys. Von 1997 bis 2000 und von 2003 bis 2008 war Matuzas Bürgermeister, 2000 stellvertretender Bürgermeister von Panevėžys. Von 2000 bis 2003 war er Mitglied des Seimas. 
2018 wurde er verurteilt.

## Quelle
- 2008 m. Lietuvos Respublikos Seimo rinkimai - Tėvynės sąjunga - Lietuvos krikščionys demokratai - Iškelti kandidatai (Memento vom 14. Februar 2014 im Internet Archive) (Biografie)